# Greika

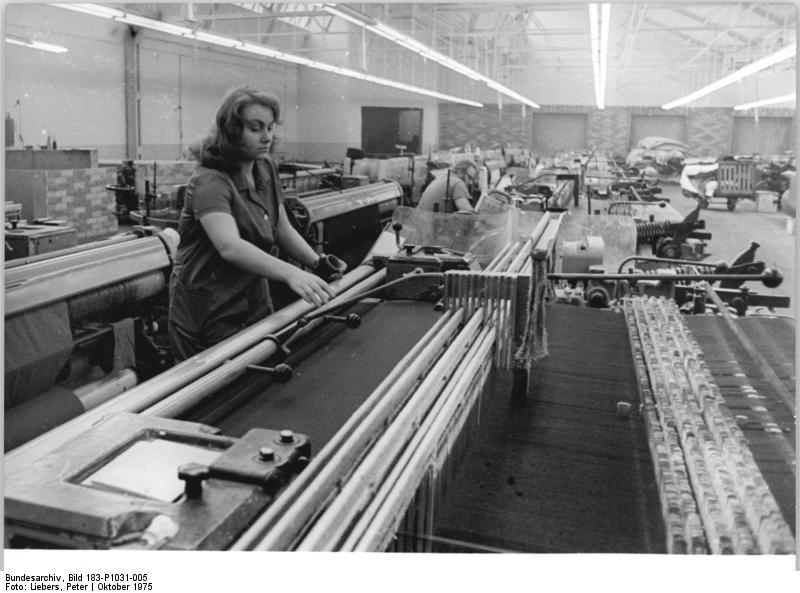
Webautomaten im VEB Greika

Die Greika war ein Volkseigener Betrieb (VEB) im thüringischen Ort Greiz in der DDR.
Es handelte sich dabei um einen Textilbetrieb, der aus mehreren Werken bestand, die bis auf zwei Ausnahmen alle in oder nahe bei Greiz ansässig waren. Das Akronym Greika entstand 1953 aus der zuvor üblichen Bezeichnung des VEB Greizer Kammgarn-Weberei. Der VEB Greika bestand bis Ende 1990 und gehörte zum Kombinat Wolle und Seide mit Sitz in Meerane.

## Geschichte
Im Zuge der Enteignung der ersten Textilbetriebe in Greiz im Herbst 1945 wurden diese unter Treuhandverwaltung gestellt. Die meisten wurden danach kurzzeitig als Landeseigener Betrieb (LEB) geführt. 1948/1949 wurden diese dann in Volkseigene Betriebe umgewandelt. Um 1950 wurden vier der größten Kammgarnwebereien (ehemals Brösel, Arnold Langenwetzendorf, S. Schwarz & Sohn, Zirnité & Kolbig) im VEB Greizer Kammgarnwebereien zusammengefasst, zum 1. Januar 1953 erfolgte die Umbenennung in VEB Greika, den nur diese vier Betriebe bis zum 31. März 1970 behielten. Zum 1. April 1970 erfolgte eine Neustrukturierung der Betriebe in Greiz und Umgebung, bei der auch die bis dahin als VEB Textilwerke Record / VEB Textilia, VEB Novotex, VEB Seidenweberei Pausa, Weida, Berga und Creuzburg, VEB Textilveredlung, VEB Textilveredlungswerke, VEB Kammgarnzwirnerei, VEB Garnveredlung, VEB Webtex sowie die VEB Kleiderstoffweberei, VEB Mützeneinlagestoffe und die zentrale Berufsschule, das Rechenzentrum etc. eingegliedert wurden. Gemäß der nachfolgenden Liste bestanden dieser VEB Greika bis zum 15. Mai 1990 und wurde dann in eine GmbH überführt. Einzelne Betriebe wurden danach ausgegliedert, verkauft oder unter Treuhandverwaltung gestellt.
1990 erfolgte die Gründung der Greika GmbH mit 3500 Mitarbeitern. Nach der ersten Entlassungswelle waren 1992 noch 600 Mitarbeiter und 1996 nur noch ca. 200 Mitarbeiter für die Greika GmbH tätig. Hoffnungsträger war ein Investor aus Indien, der sich jedoch bald als Betrüger erwies. Die traditionsreiche Textilindustrie endete am 1. April 1997 mit der Gesamtvollstreckung des in Konkurs gegangenen Unternehmens Greika GmbH. Die Jahre danach waren wie vielerorts von Verfall und Abriss der Gebäude geprägt – wie auch für viele andere Industriebetriebe in Greiz und Umgebung.

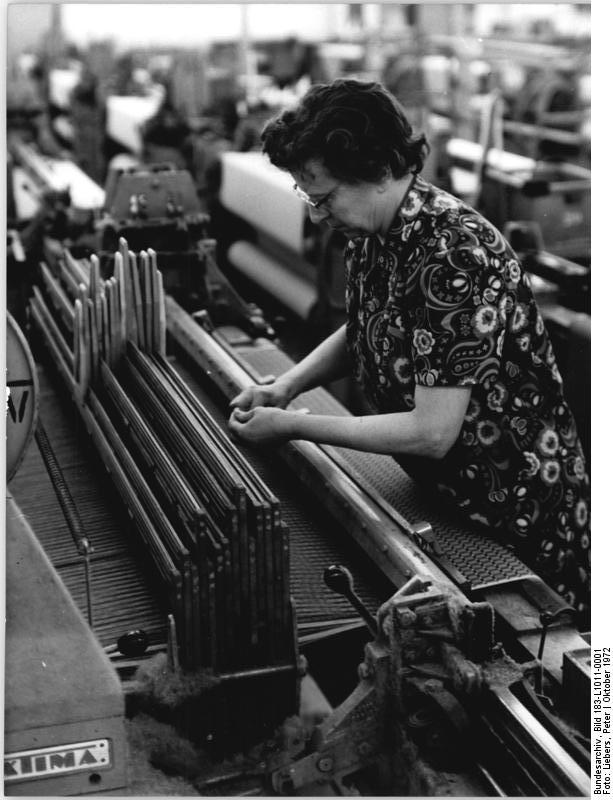
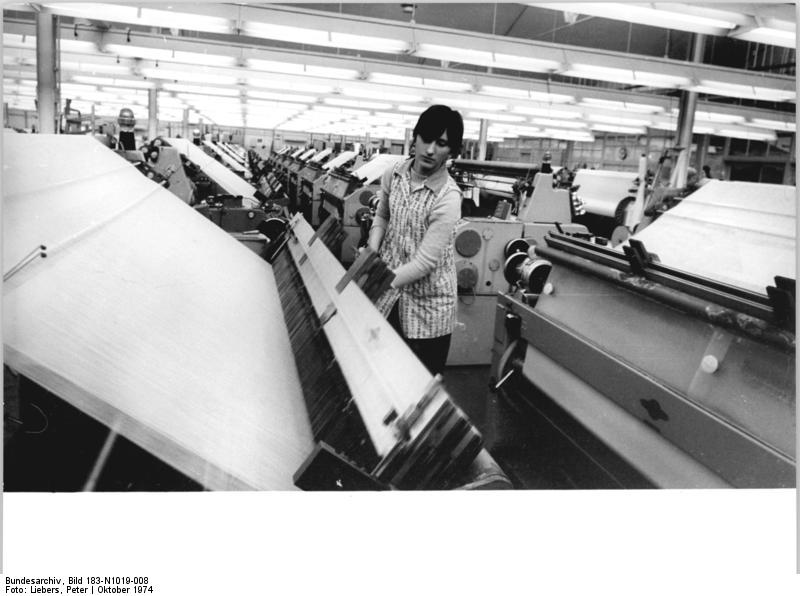
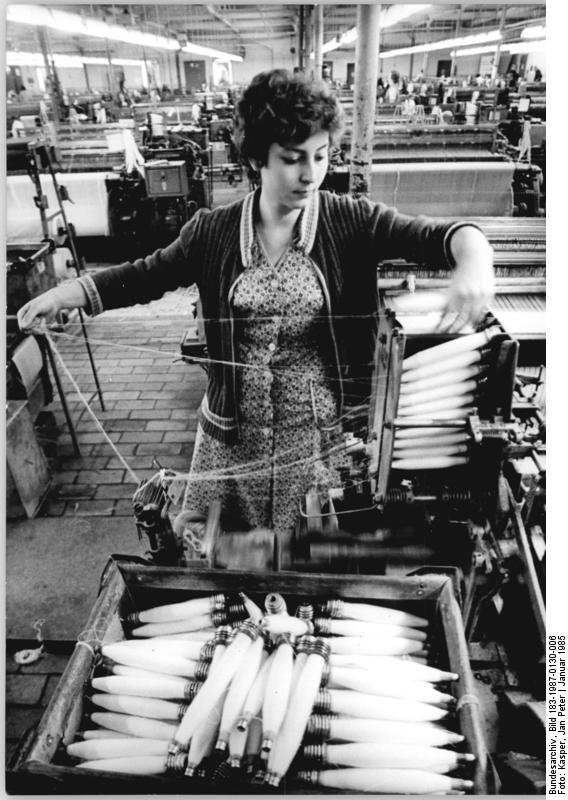
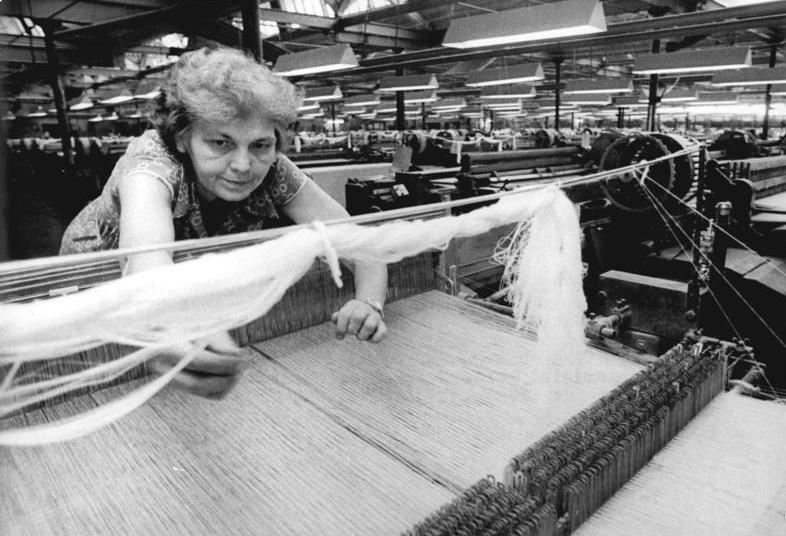
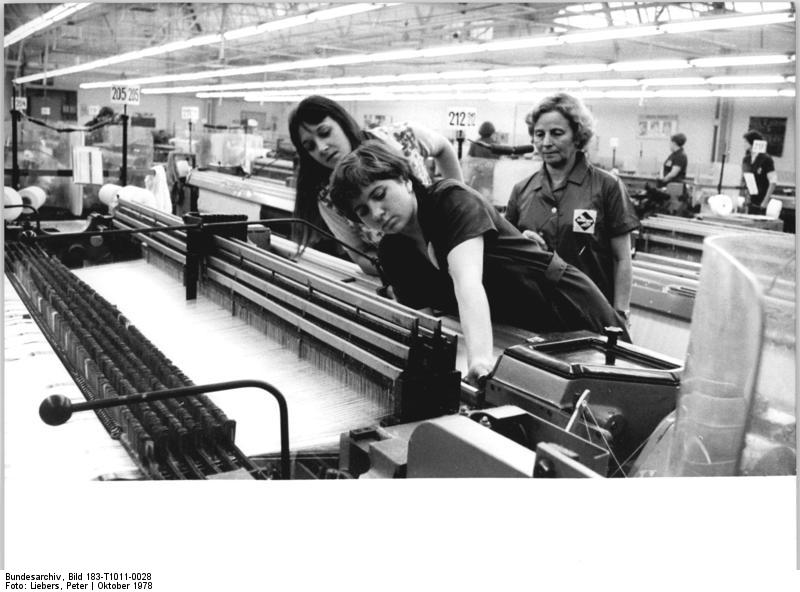
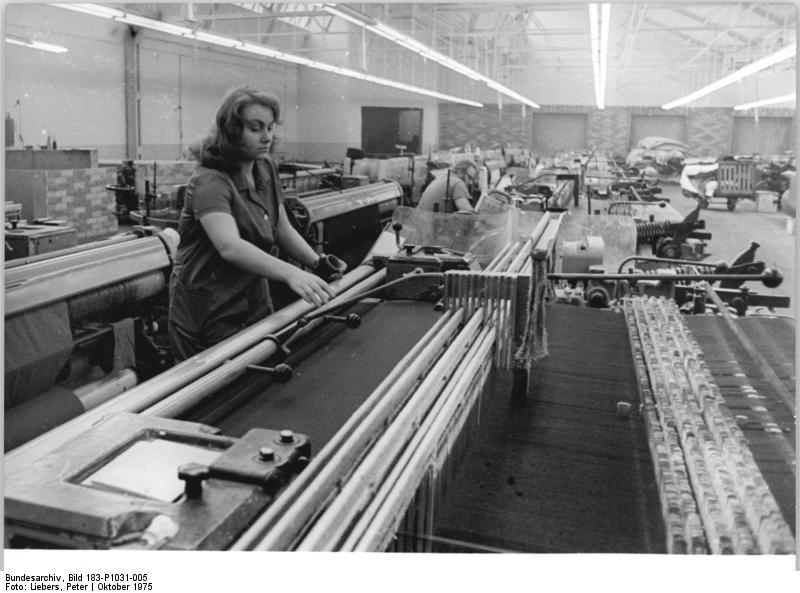
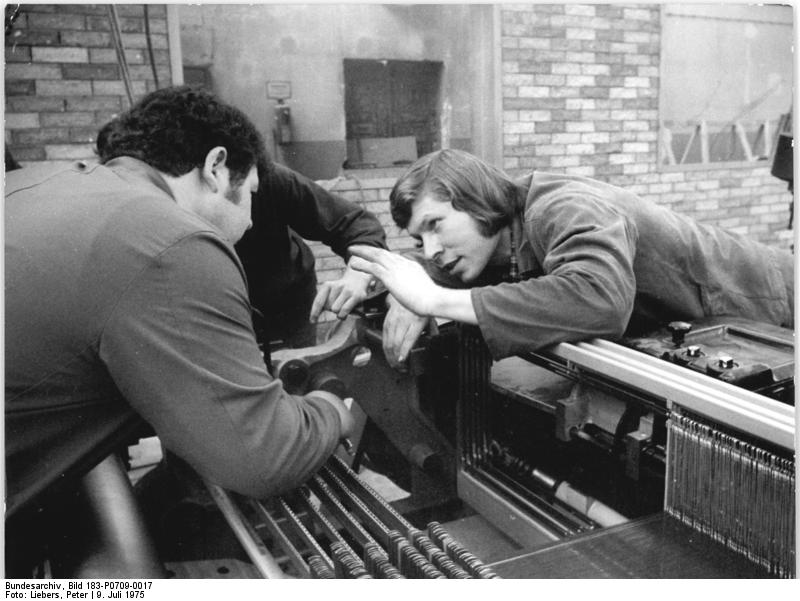

## Betriebsteile

### Werk I
- I/1 Zeulenrodaer Straße 23, Greiz (ehemals Eduard Brösel)
- I/2 Am Weberbrunnen 1, Langenwetzendorf (vormals Friedrich Arnold), ab 1977 PA VII
- I/3 Zeulenrodaer Straße 6–8, Greiz (vormals Samuel Schwarz & Sohn)
- I/4 Weißer Stein, Greiz (vormals PGH Berglandstoffe)
- I/5 Zeulenrodaer Straße 13–15, Greiz (vormals C. G. Jahn)

### Werk II
- II/1 Papiermühlenweg 14, Greiz (vormals W. H. Arnold, dann Gebrüder Berglas oHG)
- II/2 Rosa-Luxemburg-Straße 11, Greiz (vormals Franz Müller & Kramer AG)
- II/3 Plauensche Straße, Greiz-Rothenthal (vormals Gebrüder Oehler)
- II/4 Rosa-Luxemburg-Straße 27, Greiz (vormals Ferdinand Büttner)

### Werk III
- III/1 Mollbergstraße 22, Greiz (vormals Malz & Dietel, dann Hermann Dietel)
- III/2 Bahnhofstraße 5, Mohlsdorf (vormals Otto & Vaupel bzw. Hupfer)
- III/3 Hohe Straße 9, Pausa (vormals Paul Voigtmann)

### Werk IV
- IV/1 August-Bebel-Straße 7, Berga/Elster (vormals Seidenweberei Ernst Engländer)
- IV/2 Creuzburg/Werra (vormals Seidenweberei Ernst Engländer)
- IV/3 Celler Straße 20, Plauen (vormals (Mitteldeutsche) Spinnhütte GmbH)
- IV/4 Geraer Straße 30, Weida (Zusammenfassung von vormals Gebr. Pfeifer KG und F. A. Haase KG)

### Werk V
- V/1 Reichenbacher Straße 123/125, Greiz (vormals Hugo Frank)
- V/2 Neumühle 2, Greiz / Aubachtal (vormals Gensch & Pertzel)
- V/3 Reichenbacher Straße 101, Greiz (vormals Zirnité & Kolbig)
- V/4 Schaltisweg 6, Greiz (Sachswitz) (vorher Paul Trautlofft)
- V/5 Pohlitzer Straße 145, Greiz (vormals Paul Forbriger, 1977 aufgelöst)
- V/6 Gartenweg 3a, Greiz (vormals F. O. Schmidt & Sohn)

### Werk VI
- VI/1 August-Bebel-Straße 33–37, Greiz (ehemals Georg Schleber AG)
- VI/2 Zeulenrodaer Straße 13–15, Greiz, bis 1977, dann PS I/5 (vormals C. G. Jahn)
- VI/3 Hermann-Pampel-Straße 1, Mohlsdorf, bis 1976, dann zu elastic-mieder Zeulenroda (ehemals Wilhelm Dittmar)
- VI/4 Reichenbacher Straße 59/60, Greiz (vormals Weberei Gebr. Albert)
- VI/5 Reichenbacher Straße 205, Greiz / Schönfeld (vormals Gebr. Pestel) 1979 aufgelöst

### Werk VII
- VII(/1) Am Weberbrunnen 1 / Hauptstraße 34, Langenwetzendorf (vormals Friedrich Arnold) von 1970 bis 1977 PA I/2
- VII/2 Reichenbacher Straße 125, Greiz (ehemals Gensch & Pertzel), ab 1972 PS V/2
- VII/3 Schönfelder Straße 6, Greiz (Zusammenschluss aus ehemals Franz Pucher und Conrad & Schindler) Wegfall ab 1972

### Andere Betriebsteile
- BS „Junge Garde“ des VEB Greika, Plauensche Straße 2a (ehemals Weberei Friedrich Arnold)
- Rechenzentrum, Carolinenstraße 40, Greiz
- Bildungsstätte, Carolinenstraße 58, Greiz (ehemals C. G. Weber & Feustel)
- Archiv, Papiermühlenweg 14, Greiz (PS II/1)
- TKO, Reichenbacher Straße 59, Greiz (PS VI/4)
- Forschung, Zeulenrodaer Straße 33, Greiz (PS I/1)
- Ausnäherei, Windmühlenstraße 36, Zeulenroda

## Gegenwart
Einige Gebäude sind bereits abgerissen worden, wenige Betriebsteile existieren noch als Ruine. Ein Teil der Gebäude wird jedoch von anderen Unternehmen genutzt, oder die Brachflächen wurden überbaut.